# Neornithischia
Neornithischia („noví ptakopánví“) byli rozmanitou skupinou převážně býložravých ptakopánvých dinosaurů. Byli úspěšnou a velmi rozšířenou skupinou druhohorních terestrických obratlovců a během rané i pozdní křídy byli patrně nejpočetnější skupinou dinosaurů ve svých ekosystémech. Skupina zahrnuje tak početné klady, jako jsou všichni zástupci kladů Marginocephalia nebo Ornithopoda.

## Evoluce skupiny
Podle některých výzkumů by předky všech ptakopánvých dinosaurů mohli být silesauridi, tedy dinosauromorfové z období triasu. První prokazatelní zástupci této skupiny se objevují na samotném začátku jury (asi před 201 až 199 miliony let) a dožívají se až konce křídy před 66 miliony let. Tento klad byl definován v roce 1985 a od té doby byl již vícekrát upravován a měněn.

## Taxonomie
- Agilisaurus
- Fulgurotherium
- Hexinlusaurus
- Isaberrysaura?
- Kulindadromeus
- Lesothosaurus?
- Phyllodon
- Sanxiasaurus
- Xiaosaurus
- Jeholosauridae
- Nanosauridae
- Parksosauridae[5]
- Clypeodonta
  - Hypsilophodon
  - Cerapoda